# Белогърда нигрита
Белогърда нигрита (Nigrita fusconotus) е вид птица от семейство Estrildidae.

## Разпространение
Видът е разпространен в Ангола, Бенин, Габон, Гана, Гвинея, Екваториална Гвинея, Камерун, Република Конго, Демократична република Конго, Кот д'Ивоар, Кения, Либерия, Мали, Нигерия, Руанда, Сиера Леоне, Танзания, Уганда и Централноафриканската република.